# 奥蒂斯 (塞纳-马恩省)
奥蒂斯（法語：Othis，法語發音：[ɔtis] ⓘ）是法国塞纳-马恩省的一个市镇，属于莫城区。

## 地理
奥蒂斯（49°4'35"N, 2°40'35"E）面积13.04 平方千米，位于法国法蘭西島大區塞纳-马恩省，该省份为法国北部内陆省份，北起瓦兹省，西接埃松省、马恩河谷省、塞纳-圣但尼省和瓦兹河谷省，南至卢瓦雷省，东南接约讷省，东临马恩省和奥布省，东北接埃纳省。
与奥蒂斯接壤的市镇（或旧市镇、城区）包括：达马尔坦昂戈埃勒、埃沃、莫尔泰丰坦、洛内特河畔韦尔、隆佩里耶、新穆西、旧穆西。

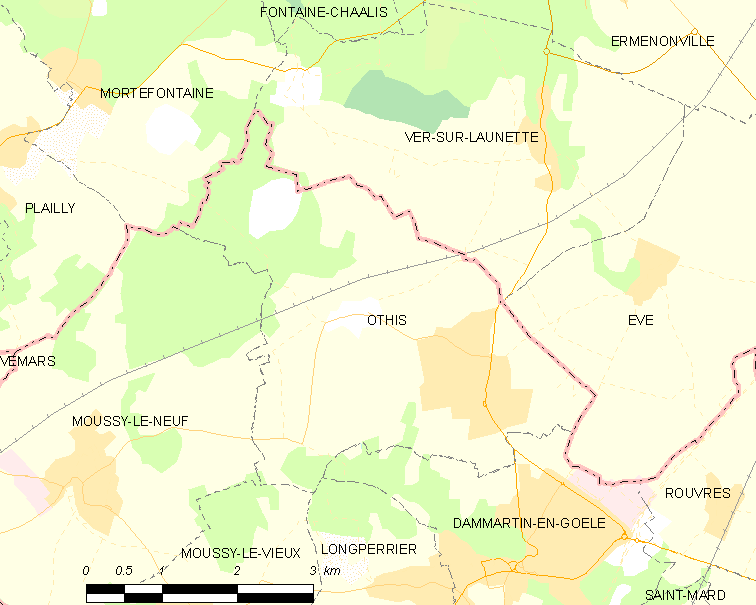
的OSM定位图

奥蒂斯的时区为UTC+01:00、UTC+02:00（夏令时）。

## 行政
奥蒂斯的邮政编码为77280，INSEE市镇编码为77349。

## 政治
奥蒂斯所属的省级选区为米特里-莫里县。

## 人口

1962-2008年间人口变化图示

奥蒂斯于2022年1月1日时的人口数量为6741人。